# ГЕС Тонгтоу
ГЕС Тонгтоу (铜头水电站) — гідроелектростанція у центральній частині Китаю в провінції Сичуань. Знаходячись між ГЕС Xiǎoguānzi (вище по течії) та ГЕС Feixianguan, входить до складу каскаду на річці Bǎoxìng — верхній течії Qingyi, яка приєднується ліворуч до Дадухе незадовго до впадіння останньої праворуч до Міньцзян (велика ліва притока Янцзи).
В межах проекту річку перекрили бетонною арковою греблею висотою 75 метрів, довжиною 109 метрів та шириною по гребеню 3,5 метра. Вона утримує водосховище з об'ємом 22,5 млн м3, в якому припустиме коливання рівня поверхні у операційному режимі між позначками 750 та 760 метрів НРМ (під час повені останній показник може незначно зростати — до 760,2 метра НРМ).  
Зі сховища через лівобережний гірський масив прокладено дериваційний тунель довжиною 1,6 км з діаметром 6 метрів, який переходить у напірний водовід довжиною 0,5 км. При цьому відстань між греблею та машинним залом по руслу перевищує 5 км.
Основне обладнання станції становлять чотири турбіни типу Френсіс потужністю по 20 МВт, які використовують напір від 72 до 89 метрів та забезпечують виробництво 473 млн кВт-год електроенергії на рік.